# بازفرستی با روش ایست و انتظار

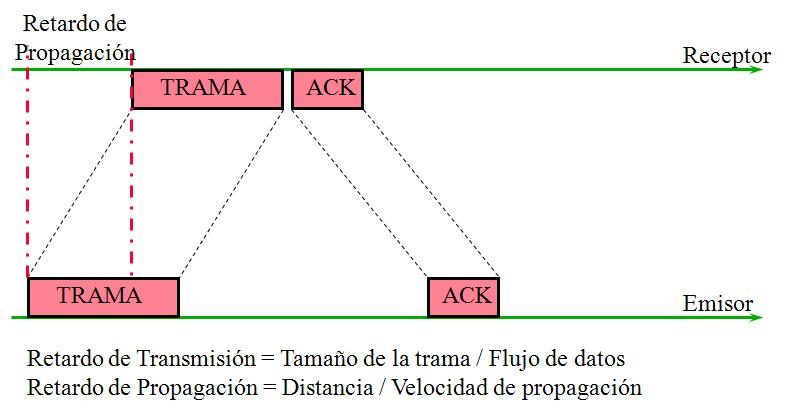
نمودار شامل اطلاعات بازفرستی با روش ایست و انتظار

بازفرستی با روش ایست و انتظار (به انگلیسی: Stop-and-wait ARQ)  ساده‌ترین نوع درخواست بازفرستی خودکار است که طبق آن کامپیوتر ارسال کننده پس از حصول اطمینان از رسیدن داده قبلی اقدام به ارسال داده بعدی می‌نماید. به این صورت که نقطه دریافت به ازای هر دریافت داده یک سیگنال تصدیق صحت داده (ACK) یا عدم صحت داده (NAK) به نقطه ارسال می‌فرستد. اگر فرستنده پس از ارسال داده هیچ تصدیقی دریافت نکند (Lost) یا تصدیق از نوع NAK دریافت کند مجددا داده قبلی را ارسال می‌کند. همین روند در مورد خود سیگنال تصدیق نیز صدق می‌کند.

## خوبی‌ها و بدی‌های این روش
این روش هر چند ساده و قابل اطمینان است اما وقت گیر بوده و باعث کاهش بازدهی شبکه می‌شود. پروتکل IEC61850 به عنوان جدیدترین پروتکل در سیستم‌های اتوماسیون از این روش خطای داده را کنترل می‌کند زیرا سیگنال‌های رد و بدل شده در سیستم اتوماسیون از اهمیت ویژه‌ای برخوردارهستند بنابراین به منظور کاهش ریسک درعملکرد سیستم این نوع ARQ مد نظر قرار گرفته شده‌است.